# 할라이브
할라이브(아랍어: حلايب)는 홍해에 접한 항구 마을로, 이집트와 수단 사이에서 분쟁이 되고 있는 20,580 km2 (7,950 mi2) 지역인 할라이브 트라이앵글에 위치해 있다. 이 마을은 이집트인들이 홍해 리비에라라고 부르는 곳의 남단과 수단 홍해주의 북동쪽 모서리에 위치하고 있으며 중세 아이드하브 유적지 근처에 있다. 이 지역의 사실상의 지배권은 이집트 정부에 있다.